# Championnat du Mexique de football 1943-1944
Navigation
Saison suivante
La Primera División 1943-1944 est la première édition de la première division mexicaine.
Chacun des dix clubs participant au championnat était confronté deux fois aux neuf autres.

## Les 10 clubs participants
| \| Mexico: Club América CF Asturias CF Atlante Real Club España Club Deportivo Marte Deportiva Orizabeña Moctezuma de Orizaba Deportivo Veracruz Mexico CF Atlas Chivas de Guadalajara \| Localisation des clubs engagés dans le championnat. |
| Mexico: Club América CF Asturias CF Atlante Real Club España Club Deportivo Marte Deportiva Orizabeña Moctezuma de Orizaba Deportivo Veracruz Mexico CF Atlas Chivas de Guadalajara                                                           |

| Club                      | Stade                           | Capacité          | Ville       |
| Club América              | Parque Asturias                 | 25 000            | Mexico      |
| CF Asturias (en)          | Parque Asturias                 | 25 000            | Mexico      |
| CF Atlante                | Stade inconnu                   | Capacité inconnue | Mexico      |
| CF Atlas                  | Stade Felipe Martínez Sandoval  | 10 000            | Guadalajara |
| Real Club España          | Parque España y Club Reforma    | 1 000             | Mexico      |
| Chivas de Guadalajara     | Stade Felipe Martínez Sandoval  | 10 000            | Guadalajara |
| Club Deportivo Marte      | Stade inconnu                   | Capacité inconnue | Mexico      |
| Deportiva Orizabeña (en)  | Stade Socum                     | 7 000             | Orizaba     |
| Moctezuma de Orizaba (en) | Stade Moctezuma                 | Capacité inconnue | Orizaba     |
| Deportivo Veracruz        | Parc Deportivo Veracruzano (en) | 12 000            | Veracruz    |

## Compétition
Les dix équipes s'affrontent à deux reprises selon un calendrier tiré aléatoirement.
Le classement est établi sur l'ancien barème de points (victoire à 2 points, match nul à 1, défaite à 0).
Le départage final se fait selon les critères suivants si le titre ou la relégation sont en jeu :
- Le nombre de points.
- Un match de départage.

Sinon le départage final se fait selon les critères suivants :
- Le nombre de points.
- La différence de buts générale.
- La différence de buts particulière.
- Le nombre de buts marqué à l'extérieur.
- Le tirage au sort.

### Classement
| Rang | Équipe                    | Pts | J  | G  | N | P  | Bp | Bc | Diff |
| ---- | ------------------------- | --- | -- | -- | - | -- | -- | -- | ---- |
| 1    | CF Asturias (en)          | 27  | 18 | 12 | 3 | 3  | 57 | 32 | +25  |
| 2    | Real Club España (C)      | 27  | 18 | 13 | 1 | 4  | 70 | 35 | +35  |
| 3    | Moctezuma de Orizaba (en) | 21  | 18 | 9  | 3 | 6  | 43 | 34 | +9   |
| 4    | CF Atlante                | 18  | 18 | 6  | 6 | 6  | 28 | 31 | -3   |
| 5    | CF Atlas                  | 18  | 18 | 7  | 4 | 7  | 42 | 50 | -8   |
| 6    | Chivas de Guadalajara     | 16  | 18 | 8  | 0 | 10 | 50 | 51 | -1   |
| 7    | Deportivo Veracruz        | 16  | 18 | 7  | 2 | 9  | 48 | 57 | -9   |
| 8    | Club América              | 13  | 18 | 6  | 1 | 11 | 42 | 58 | -16  |
| 9    | Deportiva Orizabeña (en)  | 12  | 18 | 5  | 2 | 11 | 37 | 54 | -17  |
| 10   | Club Deportivo Marte      | 12  | 18 | 4  | 4 | 10 | 32 | 47 | -15  |

| Légende : Abréviations | Légende : Abréviations                      |
| ---------------------- | ------------------------------------------- |
|                        | (C) : Vainqueur de la Copa México 1943-1944 |

Match de départage pour le titre
CF Asturias (en) 4-1 Real Club España

## Bilan du tournoi
| Tableau d'Honneur    |                  |
| Compétition          | Vainqueur        |
| Primera División     | CF Asturias (en) |
| Copa México          | Real Club España |
| Campeón de Campeones | Real Club España |